# 本庄宿

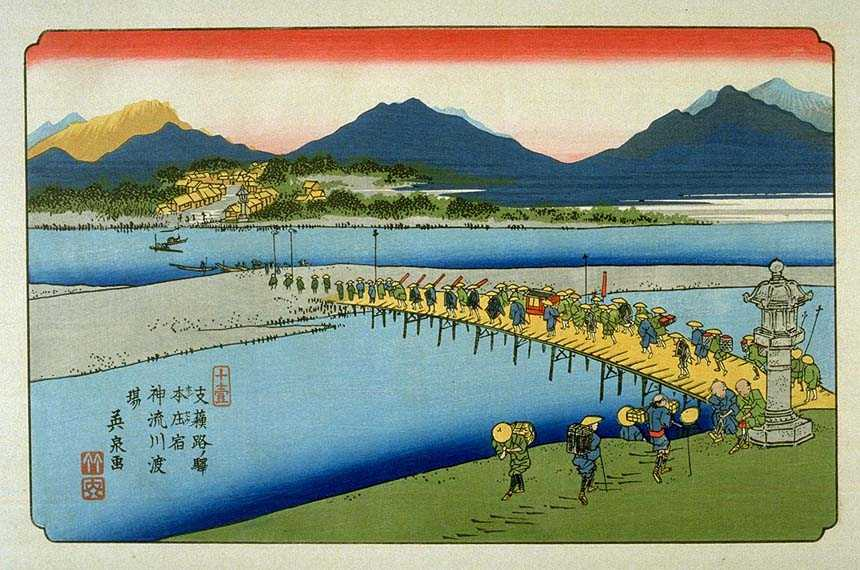
木曽海道六十九次『支蘓路ノ驛 本庄宿 神流川渡場』
天保6- 8年（1835-1837年）、渓斎英泉 画
宿より5.5キロ離れた神流川渡し場を題材としている。背景の山は上毛三山であり、右から赤城・榛名・妙義山である。土橋は初代戸谷半兵衛こと光盛が架けさせたものであり、長さ30間（約55メートル）、幅2間（約3.6メートル）。出水で橋が流された場合に備え、別に長さ5間5尺（10.6メートル）、幅7尺の渡し船も用意された。光盛は無賃渡しとする為に金100両を上納した。また、右手前（および向こう岸）の常夜燈は3代目戸谷半兵衛こと光寿が寄進したものである（在地豪商である戸谷半兵衛家の経済力と影響力がうかがえる浮世絵となっている）。

本庄宿（ほんじょうじゅく、ほんじょうしゅく）は、中山道六十九次（木曽街道六十九次）のうち江戸から数えて10番目の宿場。

## 概要
武蔵国児玉郡の北部国境付近に位置し、武蔵国最後の宿場。現在の埼玉県本庄市に当たる。江戸より22里（約88km）の距離に位置し、中山道の宿場の中で一番人口と建物が多い宿場であった。それは、利根川の水運の集積地としての経済効果もあった。江戸室町にも店を出していた戸谷半兵衛（中屋半兵衛）家は全国的に富豪として知られていた。
市街地の北西端には、中山道と信州姫街道の追分がある。場所は、現在の千代田3丁目交叉点付近。追分はT字路状で、江戸側から見ると、左折すれば信州姫街道、右折してすぐ左折という枡形ルートで中山道京都方面、となっていた。

## 歴史
慶長8年（1603年）、征夷大将軍となった徳川家康のもと、江戸幕府が創立され、江戸と京都、大阪などを結ぶ交通網の整備は領国経営の上でも重要な施策となった。内陸を通る中山道の整備もその一つである。そして、かつて本庄に城下町を創った新田氏家臣の末裔と言われる人々（戸谷、諸井、森田、田村、内田、今井、五十嵐など）も慶長年間頃より中山道沿いに移り住むようになった。
寛永10年（1633年）に本陳が設置された。寛永14年（1637年）には人馬継立場となり、寛文3年（1663年）には榛沢郡榛沢村で開市していた定期市を本宿に移転し、宿場町としての形態を整えた。そして、元禄7年（1694年）に助郷村制度が確定された。
本庄城（慶長17年に廃城）に最も接近して創られたのが本宿であり、本庄宿の中では最も歴史が長い。本宿より西方で、京都よりには上宿ができ、両者の間には中宿が成立した。三つの宿は、その後、本町、仲町、上町と呼ばれるようになる。廃城となった本庄城の城下町は15町50間（1.7km以上）の距離を測り、農家が38件。その近くに本庄宿が形成されていった（正確には城下町も宿場町となった）。その後、西国や日本海方面より、江戸に出入りする時の内陸の中継点として、宿の機能は年々拡大されていった。
天保14年（1843年）には、宿内人口4554人、商店など全ての家数を合わせ1212軒を数える中山道最大の宿場町として発展する事になる。3町より始まった本庄宿も越州や信州、はては近畿より移住し、店を構える者が増えていくことになる。当然のことながら人口増加と共に町並みの開発も始まる。新しく開発された所を「新田」と言うが、本庄宿の場合、北側に崖をひかえ、南側は野水の氾濫や畑が広がっていた。また、街道沿いに店を建てることに商家の意義があったことから必然的に街道の東西を中心に派生していった。東側は台新田と言われ、後の台町である。西側は新田町と言われ、上町より西の金鑚神社付近まで開発された。後に宮本町と泉町に分離される。仲町付近は北に伊勢崎道、南は八幡山道が分岐していた。両街道沿いも開発対象となり、前者は寺坂町（照若町）、後者が七軒町となった。本庄宿の町並みは17町35間（1.9km以上）となり、明治の初めまで本庄宿であったが、明治22年（1889年）の町村制の施行により、本庄町となった。
土地の広さは東西28町余り、南北23町余り（『武蔵国児玉郡誌』沿革編より）。
元禄6年（1693年）頃では384軒ほどだったが、享保7年（1722年）には500軒となり、文化8年（1811年）には1072軒、文政5年（1822年）には1088軒、天保14年になると1212軒となった。この天保14年をピークに、その後は次第に減少へ転じている（『武州本庄宿ふるさと人物史1』より）。
中山道では本庄宿に次いで大宿なのが、近江国の高宮宿（64番目）、武蔵国の熊谷宿（8番目）、上野国の高崎宿（13番目）、美濃国の加納宿（53番目）となる。

### 本陣と宿泊施設について
商家を中心に構成されていた宿内だが、大名、公家、門跡、幕府高官など、身分の高い人々が宿泊する本陣も形成されていく。寛永2年（1625年）に参勤交代が制度化され、この時、本庄宿に田村本陣などができた。しかし、宿泊人数が増え、本陣だけでは対応できなくなってきたため、明暦2年（1656年）頃には内田脇本陣ができた（寛政4年（1792年）には本陣に昇格している）。田村本陣は北本陣と言い、現在の中央1丁目6番付近にあった。中山道よりの入口は長谷見酒店付近で、幅約11mの専用通路があり、その奥に本陣門が置かれた。現在、その名残をとどめるものは現地にはない。わずかに田村本陣門（北本陣門）は現在の中央1丁目2番3号地に移築され、本庄市指定有形文化財となっている。敷地は約2323m2、建坪約743m2と記録されている。これに対し、内田本陣は南本陣と呼ばれ、現在のイナリ横丁が専用口となっていた。敷地は約3333m2、建坪が約677m2を数えた。結果的には、本陣が2軒に脇本陣が2軒となる。
一般の人々が宿泊する旅籠（はたご）も多く軒を並べた。たとえば、文化元年（1804年）には町並み全体の475軒に対し、77軒と多い。特に仲町の日野屋は上級であったと言われる。これらとは別に、飯盛旅籠屋もあり、天保13年（1842年）には54軒を数えている。

### 開店営業していた店の種類
本庄宿は、商人（あきんど）の町として発展していったため、店の種類が多い。
医師、殻屋、豆腐屋、米屋、酒屋、煙草屋、菓子屋、八百屋、古着屋、桶屋、建具屋、鍛冶屋、傘屋、研師、陰陽師、職人、大工、石工、髪結、畳屋、鋳掛屋、経師屋、薬種屋、魚屋、本屋、質屋、両替屋など。
関連人物:森田豊香、本庄晋一、諸井恒平。
- 従来、榛沢郡榛沢村で開市していた定期市を寛文3年（1663年）に当所に移転し[4]、諸井六郎が語るには毎月、27日を市日と定めたという。

## 利根川「南通し」の河岸
江戸表からの交通は陸運とは別に、水運による物資運搬が展開していた。本庄宿周辺の利根川沿岸でも、廻船問屋、河岸場の開設がすすめられ、利根川水運の高まりにより、利根川「南通し」の山王堂河岸、一本木河岸が本庄宿の外港として発展した。河岸では、奥地への大型船の積替え、水運から陸運への切替が行われた。

## 本庄宿の五人組制度
本庄の町村にも徳川時代以前から五人組制度が存在し、徳川時代に至るとキリスト教の伝播防止及び浪人の取締の必要上、著しく発達した。宿民は遺漏なく組合に加入させられ、相互に品行を監督し、喜鬱を分かち、結束力を高めていったとされる。五人組編成は名主の持場を一区とし、その区域内の住民を「屋敷持（平百姓）」と「店借家人（水呑百姓）」に分けた。本庄宿では名主1人、組頭3人乃至45人を置き、組頭が直接五人組を監督した。通例では五家一組とするが、当然、例外もあった。なお宿役人及び僧侶は五人組には加入しない。

## 本庄宿に関する諸々の情報
- 本庄宿の19世紀当時の風景を今に伝えるものとして、渓斎英泉作中山道六十九次の『支蘓路（きそろ）ノ駅本庄宿神流川渡場』があるが、その他にも幕府が作成した詳細な絵図もある。それが『中山道分間延絵図』である。これは寛政12年（1800年）から文化3年（1806年）にかけて作成された国内の各道中を集成した測量絵巻の一本である。縮尺は約1800分の1で、1982年に国の重要文化財に指定されている。この『中山道分間延絵図・本庄宿』の模写（レプリカ）は、本庄市立本庄歴史民俗資料館の2階に展示されている。
- 本庄宿が中山道で最大の宿場町と成り得たのは、早い時期に城が廃城（本庄藩が廃藩）となったことで、城下町全体を宿場町としてそのまま利用できたことによる。文字通り、城下町（武家の領地）から宿場町（商人の町）へと方向転換し、代わっていった町であり、幕府の政策意向による。結果として、大飢饉や天災が生じた時でも、諸藩が財政難から領民を救えなかったのに対し、本庄宿では豪商達が宿内民の救済処置に当たることができた。
- 基が城下町であるため、道が入り組んで細かいことも特徴の一つであり、近年になって道路整備が行われるまで、複雑な町の造りが交通事故の多さに繋がっていた。
- 本庄宿は、宿場町としては規模が大きかったため、何度か大きな火災被害を受けており（特に町の拡大が進んだ18世紀から）、近世当時の面影を残す建物は少ない（明治期の近代建築の方が目立つ）。本庄宿の蔵作りは街道沿いの正面ではなく、店先を一つ下がった部分に建設されている。これらは隣家の蔵と繋がり、蔵の帯とも言うべき家並みを作った。その理由は、火事になった時、防火帯の役目をはたしたからである。商家の資産を保管していた、こうした蔵々が火災の時に盾となった。これも近世当時の建物が少ない理由である。
- 本庄宿の総鎮守は、現在の千代田3丁目2番3号（宮本町）に鎮座する金鑚神社である。本庄氏滅亡後、近世になって何度か移転した末、現在地に至る（小笠原政信の方も参照）。『金鑚神社略記』の由緒によると、本庄の地に金鑚神社（分社）が建立したのは欽明天皇2年（541年・6世紀中頃）とされる。中世では東本庄の地にあり、代々本庄氏の氏神として祀られていたが、本庄宮内少輔実忠の代になり、本庄城の築城にともない移転した。本殿は18世紀初めに建てられ、当時は金鑚明神の名で親しまれたとされる。
- 18世紀から19世紀にかけての児玉郡周辺で普及した地方（ローカル）剣術に真之真石川流と言う流派があり、柳生新陰流の末流とされる剣術である。この石川流の4代目小林庄松は本庄宿を拠点として周辺地域に広めていった（当流より古くから奥山念流も地元では普及していた）。
- 皇女和宮親子内親王は田村本陣の方を通った。
- 後の新撰組局長近藤勇が、浪士組の一員として京都に向かう際、芹沢鴨の宿割りを忘れ、怒った芹沢が本庄宿の街道上で夜通し篝火を焚いたというエピソードがある[注釈 3]。
- 明治時代、本庄へ首都を移そうと発案した人物がいる。佐賀藩士であり、近代海軍創設や日本赤十字社を創立した佐野常民（明治35年没）である。彼は『遷都意見書』を提出し、外国船の攻撃を受けない地域で、水害の恐れがなく、水運が良く、高い山がなく、気候が温暖で、飲料水が確保できる風土を条件とし、その条件を満たした地域として具体的に本庄をあげた。ただし、この意見書は草案で終わったと考えられている。この地候補本庄論の内容が書かれた資料は、長い間、忘れられていたが、慶應義塾大学教授の手塚豊によって、昭和36年（1961年）に発見されることとなる。

## 最寄り駅
- 東日本旅客鉄道（JR東日本）高崎線 本庄駅

## 史跡・みどころ
- 安養院：東本庄館初代館主である本庄宮内少輔信明によって建立した寺院。
- 田村本陣門：現在の本庄市立本庄歴史民俗資料館の前に設置されている。本庄市指定有形文化財。本庄市中央1-2-3。
- 天明の飢饉蔵：戸谷半兵衛が天明の大飢饉の時に庶民生活の救済処置として建てさせた土蔵。本庄市千代田1-4。
- 円心寺の山門：天明年間頃に建立したと伝えられ、当時の建築方式がうかがえる山門。本庄市本庄3-3-2。
- 本庄市立本庄歴史民俗資料館（旧本庄警察署）：明治16年（1883年）に本庄警察署として建てられた擬洋風建築形式の建物であり、宿内では初めての本格的な洋風建築物であった（現在の美里町の大工によって建てられた）。昭和10年（1935年）まで警察署として機能していた。1980年から歴史民俗資料館として活動（見学日は火曜から土曜日まで。無料）。明治期の現存する洋風建築物としては県内でも最古級のものであり、県の有形文化財指定の建築物である。本庄市中央1-2-3。
- （旧）諸井家住宅：本庄時代の東諸井家の住宅。明治12、3年（1880年）頃に建てられたと考えられる（明治10年頃に本庄宿で大火があり、仲町のほとんどが焼失したため）。擬洋風建築形式だが、洋風より和風が濃い。10代目東諸井家当主諸井泉衛から3代にわたり、83年間、東諸井家は郵便局長として活動していた。埼玉県指定有形文化財。本庄市中央1-8-1。
- 仲町郵便局（旧本庄郵便局）：東諸井家11代目当主諸井恒平が昭和9年（1934年）頃に諸井家住宅付近に建てた。国の登録有形文化財。本庄市中央1-8-2。
- ローヤル洋菓子店（旧本庄商業銀行煉瓦倉庫）：建立は明治27年（1894年）頃。赤レンガ作りが特徴である明治期の建築物で、保存状態がよく、国の登録有形文化財。洋菓子店として活動を始めたのは1977年以降とされる。本庄市銀座1-5-16。

## 隣の宿
中山道
深谷宿 - 本庄宿 - 新町宿